# Odium theologicum

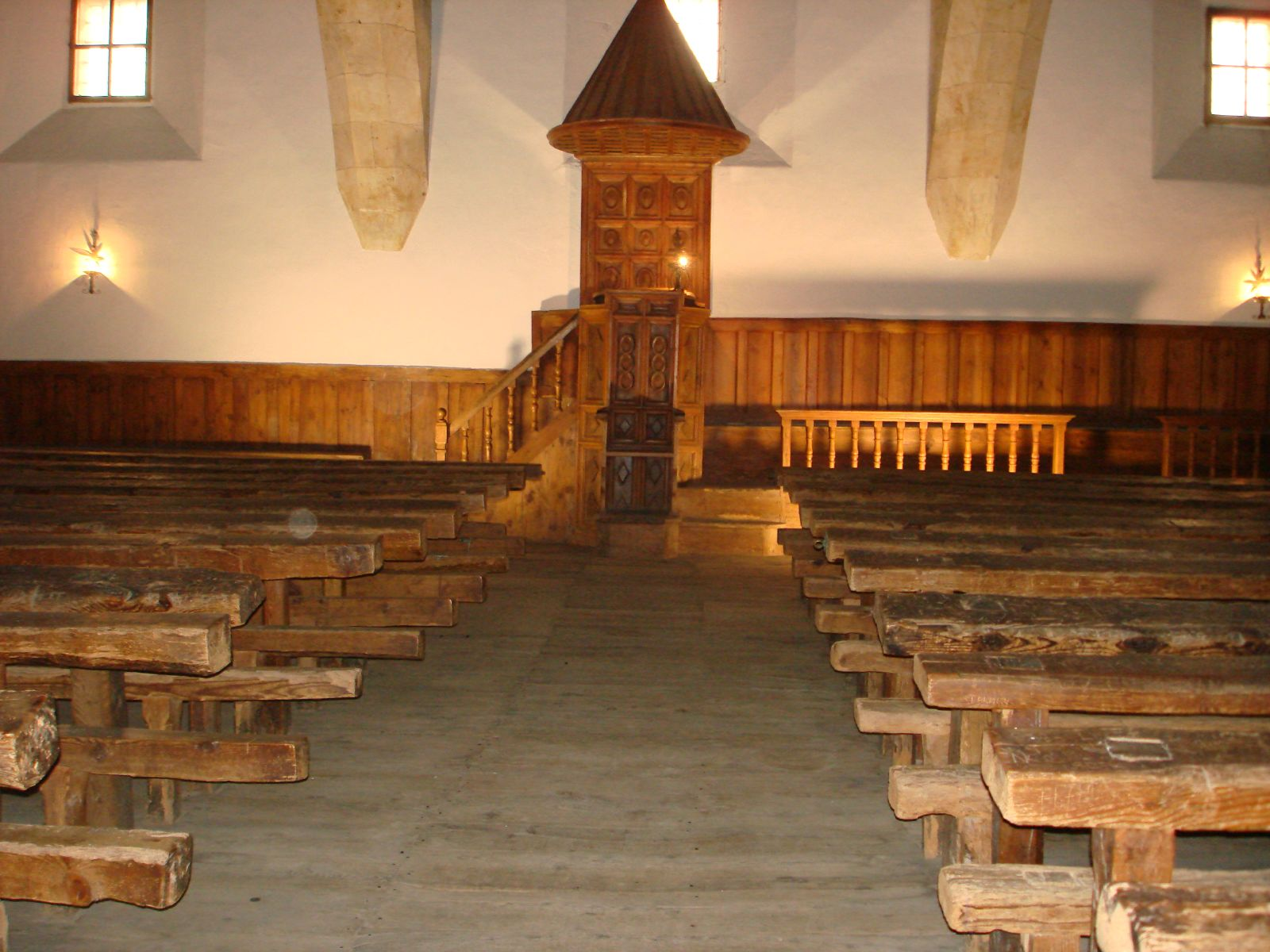
Sala de Aula do Frei Luis de León na Universidade de Salamanca.

A expressão latina Odium theologicum (ódio teológico), é o nome originalmente dado à ira e ao ódio frequentemente gerados por controvérsias envolvendo teologia. A expressão também tem sido utilizada para descrever disputas não-teológicas de natureza rancorosa.
O prestigioso filósofo e matemático Bertrand Russell argumentava que o antídoto para o odium theologicum é a ciência, a qual se caracteriza por lidar unicamente com factos, a despeito de qualquer compromisso pessoal:
As controvérsias mais selvagens são aquelas que envolvem assuntos sobre os quais não há qualquer prova consistente. A perseguição é utilizada em teologia, não em aritmética, porque em aritmética, há conhecimento, enquanto que na teologia há apenas opinião.

### Em inglês
- (em inglês)-Sam Walter Foss (1858 - 1911), Odium theologicum: um poema sobre o assunto.
- (em inglês)-Pierre Encreveé, "The old and the new: some remarks on phonology and its history"[ligação inativa]
- (em inglês)-Imre Lakatos, "Science and Pseudoscience"

### Em português
- (em português)-A filosofia de Espinosa por Maurício Rocha.
- (em português)-Por que a religiosidade é tão difícil de ser curada? por Frank R. Zindler.
- (em português)-Definição de odium theologicum (303)